# Katagaru, Tirthahalli
Katagaru là một làng thuộc tehsil Tirthahalli, huyện Shimoga, bang Karnataka, Ấn Độ.